# Contea di Hongseong
La contea di Hongseong (Hongseong-gun; 홍성군; 洪城郡) è una delle suddivisioni della provincia sudcoreana del Sud Chungcheong.